# Kreis Navegna
Der Kreis Navegna besteht aus den Gemeinden Brione sopra Minusio, Cugnasco-Gerra, Gordola, Mergoscia, Minusio und Tenero-Contra. Der Kreis Navegna bildet zusammen mit den Kreisen Gambarogno, Isole, Locarno, Melezza, Onsernone und Verzasca den Bezirk Locarno des Schweizer Kantons Tessin. Der Sitz des Kreisamtes ist in Tenero-Contra.

## Gemeinden
Der Kreis setzt sich aus folgenden Gemeinden zusammen:
| Wappen               | Name der Gemeinde    | Einwohner 31. Dezember 2023 | Fläche in km² | BFS-Nr. |
| -------------------- | -------------------- | --------------------------- | ------------- | ------- |
| Brione sopra Minusio | Brione sopra Minusio | 442                         | 3,82          | 5096    |
| Cugnasco-Gerra       | Cugnasco-Gerra       | 2862                        | 18,21         | 5138    |
| Gordola              | Gordola              | 4814                        | 6,95          | 5108    |
| Lavertezzo           | Lavertezzo           | 1238                        | 0,89          | 5112    |
| Mergoscia            | Mergoscia            | 203                         | 12,16         | 5117    |
| Minusio              | Minusio              | 7365                        | 5,86          | 5118    |
| Tenero-Contra        | Tenero-Contra        | 3397                        | 3,70          | 5131    |